# Ley del Software
La Ley de Promoción de la Industria del Software, o simplemente Ley del Software, es una legislación sancionada por el congreso argentino en 2004. Creó un régimen de promoción de las empresas de software por un período de 10 años, que fue prorrogado en 2011 hasta 2019. En 2019 fue reemplazada por la Ley de Economía del Conocimiento.

## Beneficios de la ley
Los principales puntos son:
- Las firmas que exportan pueden cancelar el Impuesto a las Ganancias con un bono fiscal que equivale al 70% de las contribuciones patronales que realizan.
- Se desgrava el 60% en el monto total del impuesto a las ganancias
- Se creó el Fondo Fiduciario de Promoción de la Industria del Software (FONSOFT), gestionado por la Agencia I+D+i que otorga subsidios para la finalización de carreras de grado, la generación de nuevos emprendimientos y el fortalecimiento de PyMES del sector[4]